# Eberhard Kieser
Eberhard Kieser, né le 2 décembre 1583 à Kastellaun et mort en novembre 1631 à Francfort-sur-le-Main, est un graveur sur cuivre et éditeur allemand.

## Biographie
Eberhard Kieser est le fils d'un prêtre. Il apprend le métier d'orfèvre. Au début de l'été 1609, il obtient les droits civils à Francfort-sur-le-Main en épousant Anna Christina Hoffmann, fille de peintre. Il travaille comme orfèvre à Sachsenhausen et commence à dessiner et à graver. À partir de 1612, il illustre et publie des livres et réalise des estampes représentatives dans son atelier d'édition avec plusieurs graveurs comme assistants.

## Œuvres

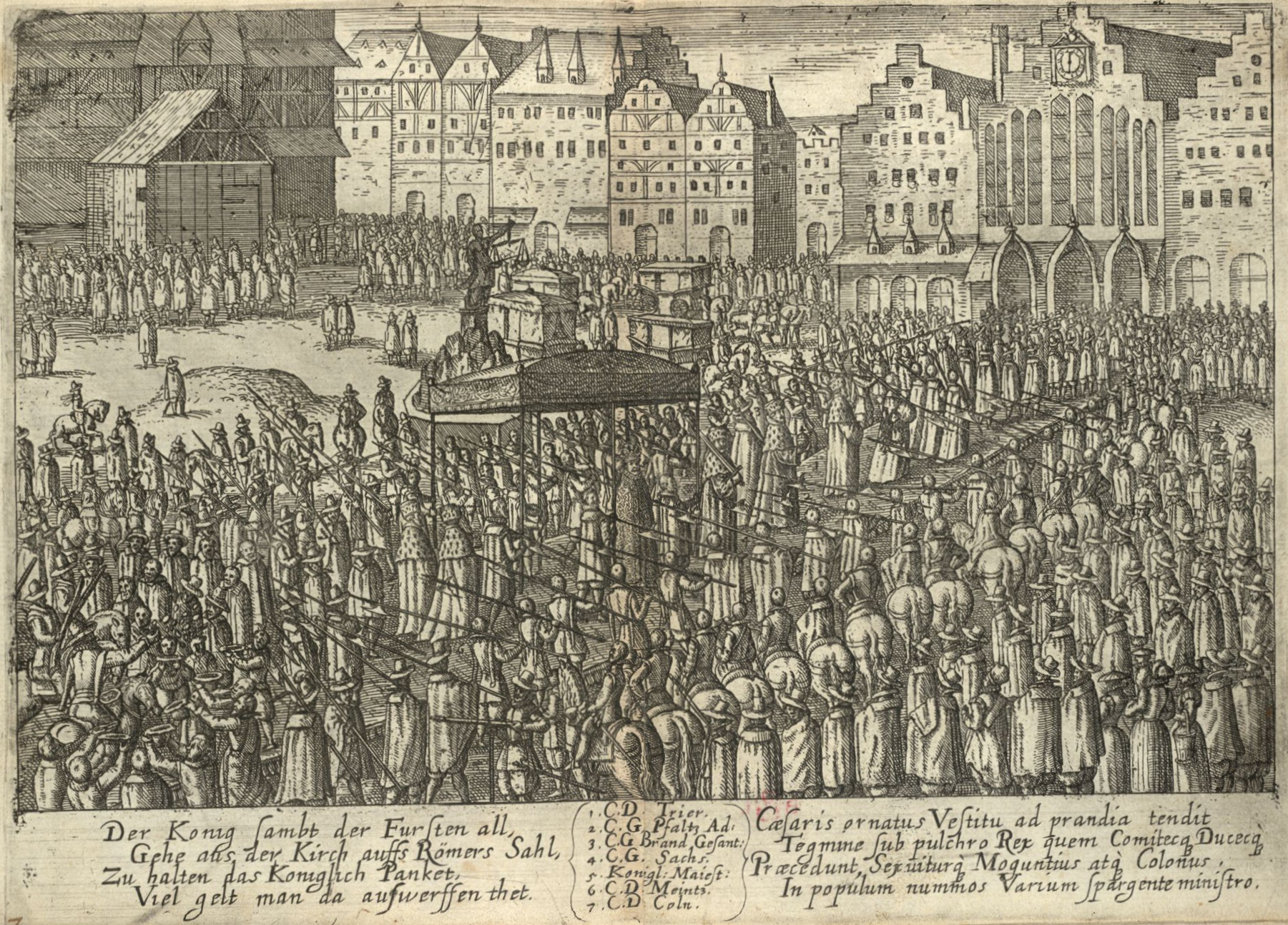
Couronnement de l'empereur Matthias le 13 juin 1612 devant la Maison du conseil de Francfort.

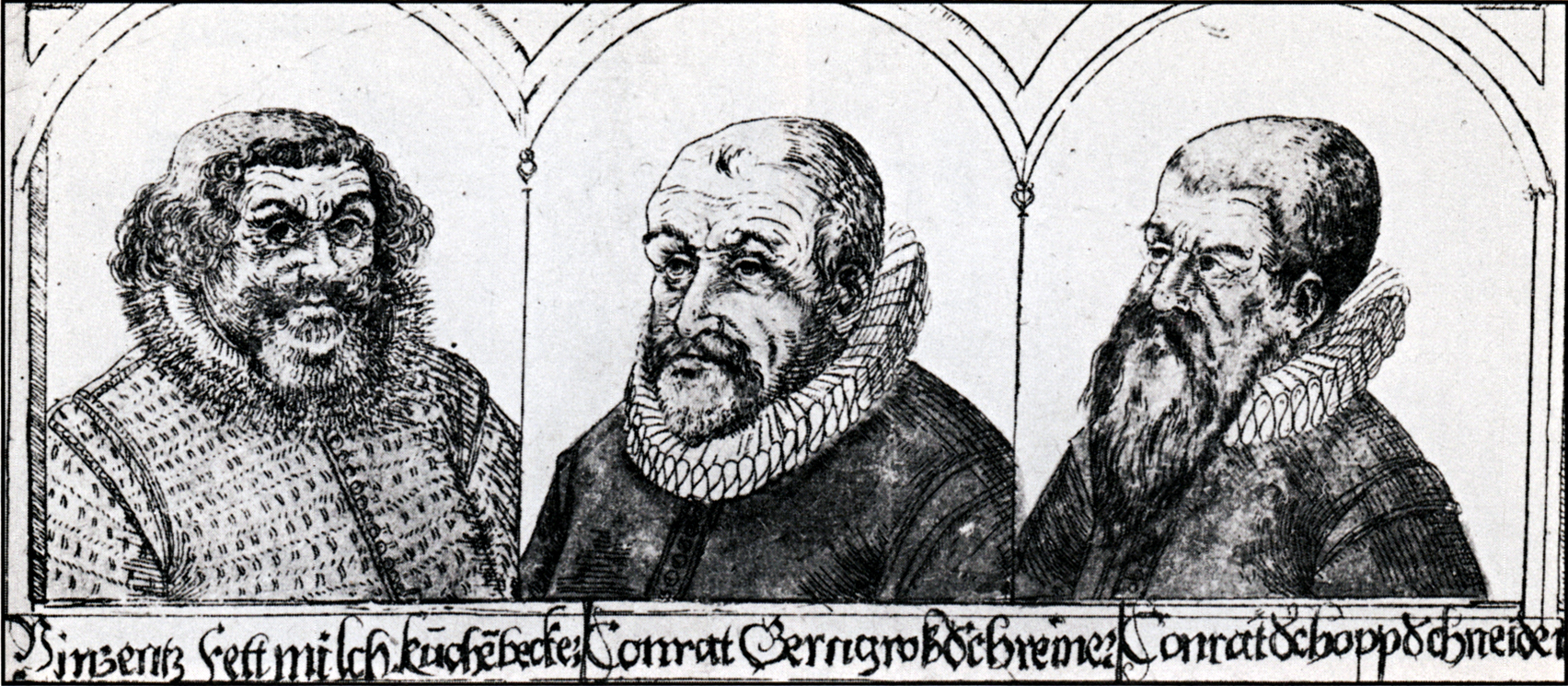
Vinzenz Fettmilch, Conrad Gerngroß et Conrad Schopp, les meneurs du soulèvement de Fettmilch, gravure de 1614.

Eberhard Kieser grave des portraits de personnes célèbres, notamment Gonzalvo de Córdoba, et des vues de villes en Allemagne, en Espagne et en Italie.
L'œuvre la plus importante est une danse macabre d'après Holbein composée de 60 gravures de petit format datant de 1617.
Kieser est également connu pour son Thesaurus philopoliticus (de) (titre allemand : Politisches Schatzkästlein guter Herren und bestendiger Freund), une collection de gravures sur cuivre avec des vues de villes que Kieser et Daniel Meisner (1585-1625), venu de Bohême, ont réalisé et publié avec succès. Ces ouvrages sont publiés jusqu'en 1631 dans 16 livres avec 831 vues de la ville. Chaque image a une devise en latin et en allemand, qui est originaire de Meisner. Il n'est pas certain que Kieser ait lui-même produit des plaques d'impression pour le Thesaurus en plus de ses activités d'éditeur.
À partir de 1617/18, Sebastian Furck (en) travaille pour Kieser, suivi de Georg Keller, Matthäus Merian et Johann Eckard Löffler. En 1631, après sa mort, les plaques d'impression arrivent chez l'éditeur de Nuremberg Paul Fürst. En 1638/42, il publie environ 800 gravures sur cuivre dans l'ouvrage Sciographia Cosmica en 8 volumes; d'autres éditions par la veuve et le gendre de Fürst suivirent en 1678 et 1700.
En outre, Kieser publie une série de 78 estampes d'empereurs, d'électeurs et de nobles messieurs à cheval ainsi que des portraits de Fettmilch, Schopp, Gerngros et Ebel (voir Soulèvement de Fettmilch) à la manière de Sebastian Furck.

## Publication
- Daniel Meisner et Eberhard Kieser: Thesaurus philopoliticus oder Politisches Schatzkästlein; Faksimile-Neudruck der Ausgaben Frankfurt a. M. 1625–1626 und 1627–1631 mit einer Einleitung und einem vollständigen Register der Städtebilder von Klaus Eymann. Unterschneidheim 1972 und 2. Auflage, 1974.